# Винн (Арканзас)
Винн (англ. Wynne) — місто (англ. city) в США, в окрузі Кросс штату Арканзас. Населення — 8314 особи (2020).

## Географія
Винн розташований за координатами 35°13′59″ пн. ш. 90°47′21″ зх. д. / 35.23306° пн. ш. 90.78917° зх. д. (35.232999, -90.789240).  За даними Бюро перепису населення США в 2010 році місто мало площу 22,98 км², з яких 22,96 км² — суходіл та 0,03 км² — водойми.

## Демографія
Згідно з переписом 2010 року, у місті мешкало 8367 осіб у 3291 домогосподарстві у складі 2204 родин. Густота населення становила 364 особи/км².  Було 3643 помешкання (159/км²). 
Расовий склад населення:
| - 65,7 % — білих - 31,4 % — чорних або афроамериканців - 0,9 % — азіатів - 0,2 % — корінних американців |

До двох чи більше рас належало 1,2 %. Іспаномовні складали 1,9 % від усіх жителів.
За віковим діапазоном населення розподілялося таким чином: 26,3 % — особи молодші 18 років, 58,1 % — особи у віці 18—64 років, 15,6 % — особи у віці 65 років та старші. Медіана віку мешканця становила 37,5 року. На 100 осіб жіночої статі у місті припадало 86,0 чоловіків;  на 100 жінок у віці від 18 років та старших — 80,3 чоловіків також старших 18 років.
Середній дохід на одне домашнє господарство  становив 47 648 доларів США (медіана — 39 015), а середній дохід на одну сім'ю — 55 368 доларів (медіана — 45 865). Медіана доходів становила 37 118 доларів для чоловіків та 24 940 доларів для жінок. За межею бідності перебувало 22,3 % осіб, у тому числі 27,6 % дітей у віці до 18 років та 19,5 % осіб у віці 65 років та старших.
Цивільне працевлаштоване населення становило 3212 особи. Основні галузі зайнятості: освіта, охорона здоров'я та соціальна допомога — 27,8 %, роздрібна торгівля — 18,4 %, публічна адміністрація — 8,8 %, виробництво — 7,7 %.